# Américo Lopes
Américo Ferreira Lopes (Santa Maria da Feira, 6 marzo 1933 – 22 settembre 2023) è stato un calciatore portoghese, di ruolo portiere.

## Carriera
Con la Nazionale portoghese ha preso parte ai Mondiali del 1966.